# Opéra de Strasbourg

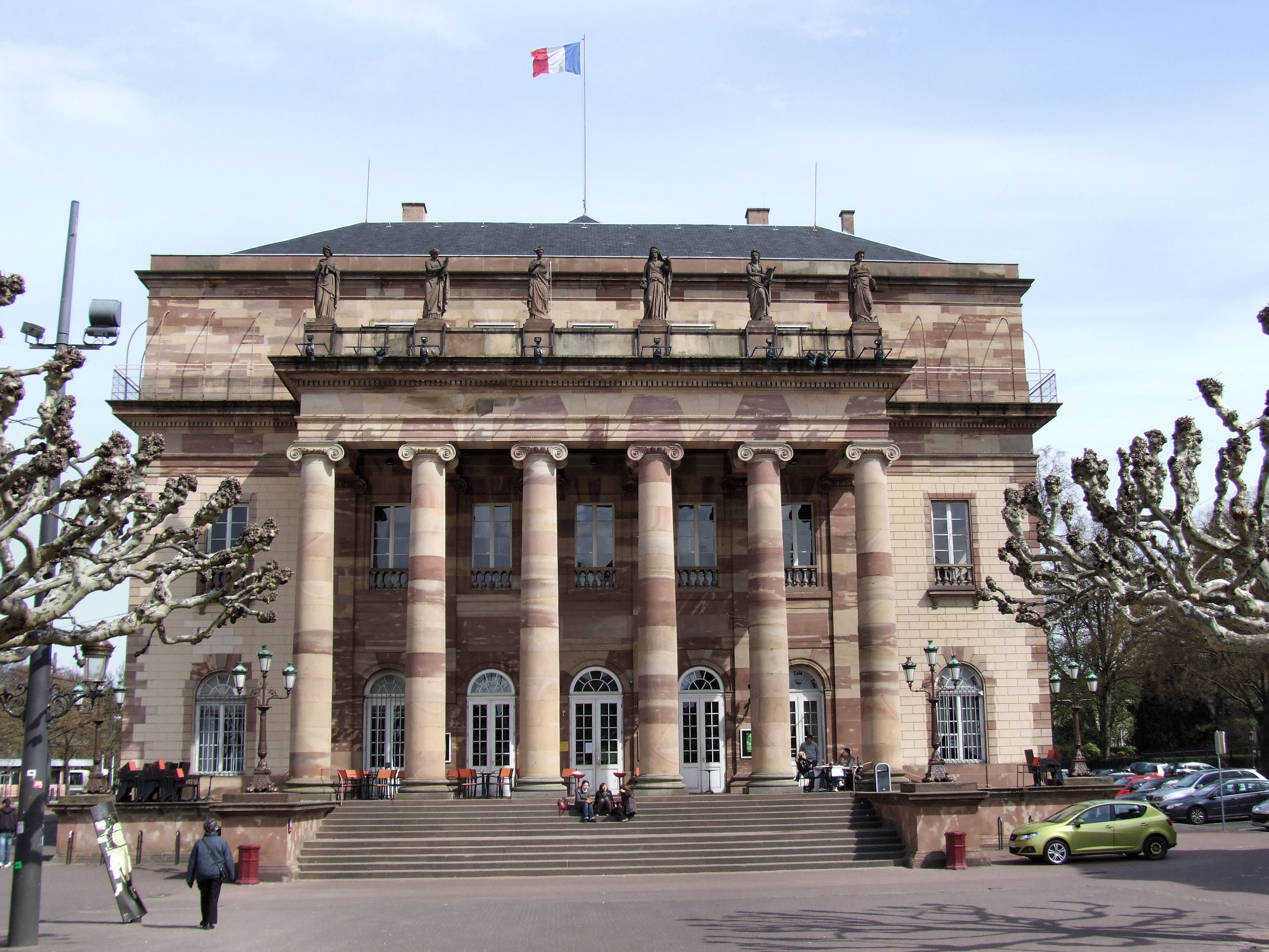
Opéra de Strasbourg

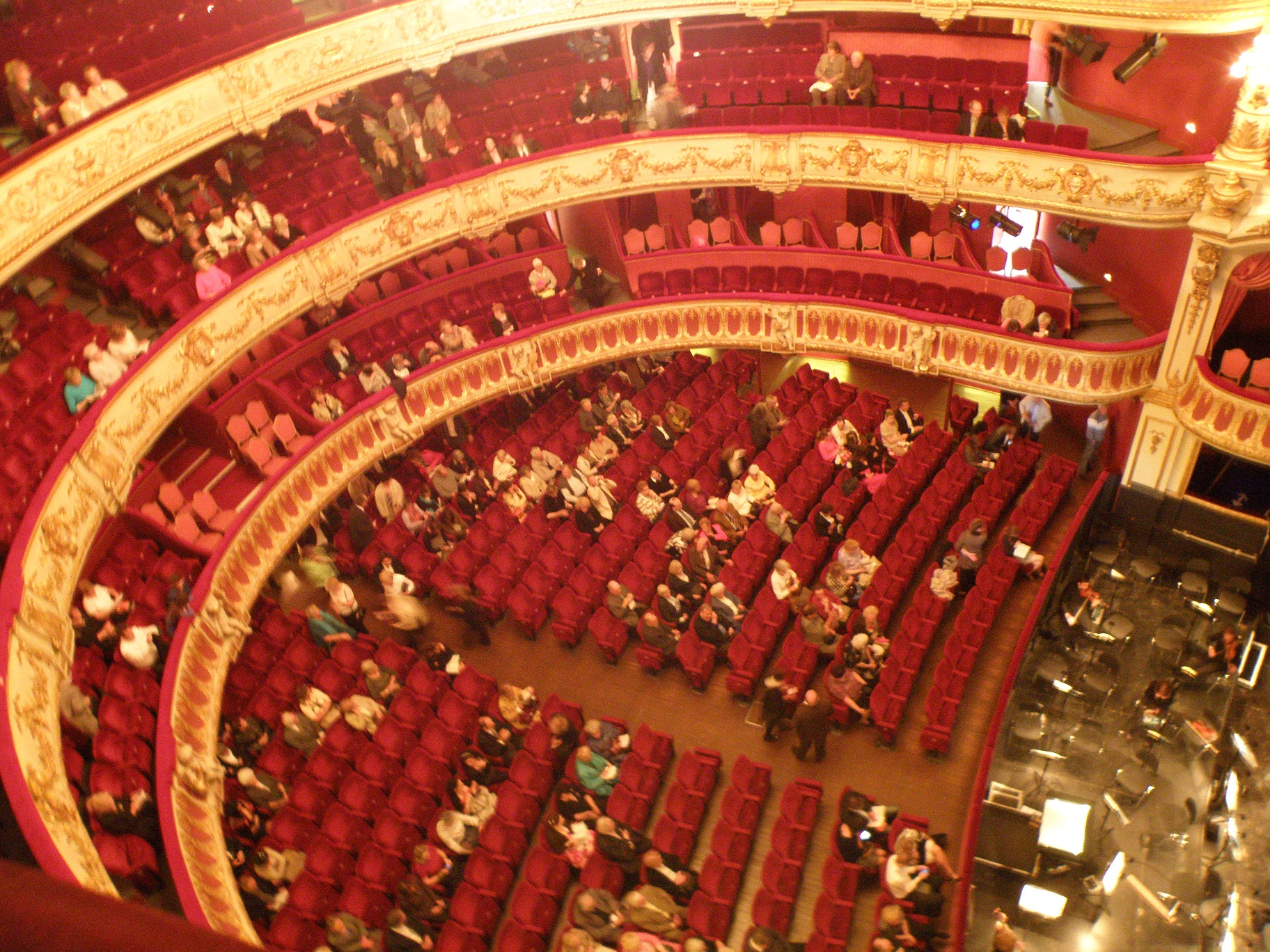
Innenraum, 2011

Die Opéra de Strasbourg ist ein neuklassizistisches Operngebäude in Strasbourg (Straßburg) in Frankreich. Es ist der Spielort der Opéra national du Rhin. Das Gebäude wurde 1821 als Stadttheater erbaut und danach mehrmals umgebaut. Seit 1921 ist sie ein monument historique.

## Baugeschichte
1821 wurde das neue Stadttheater (théâtre municipal) in Strasbourg nach Plänen von Jean Villot fertiggestellt. 1842 wurde eine Gasbeleuchtung eingebaut. 1856 wurde der Innenraum ausgebaut und vergrößert.

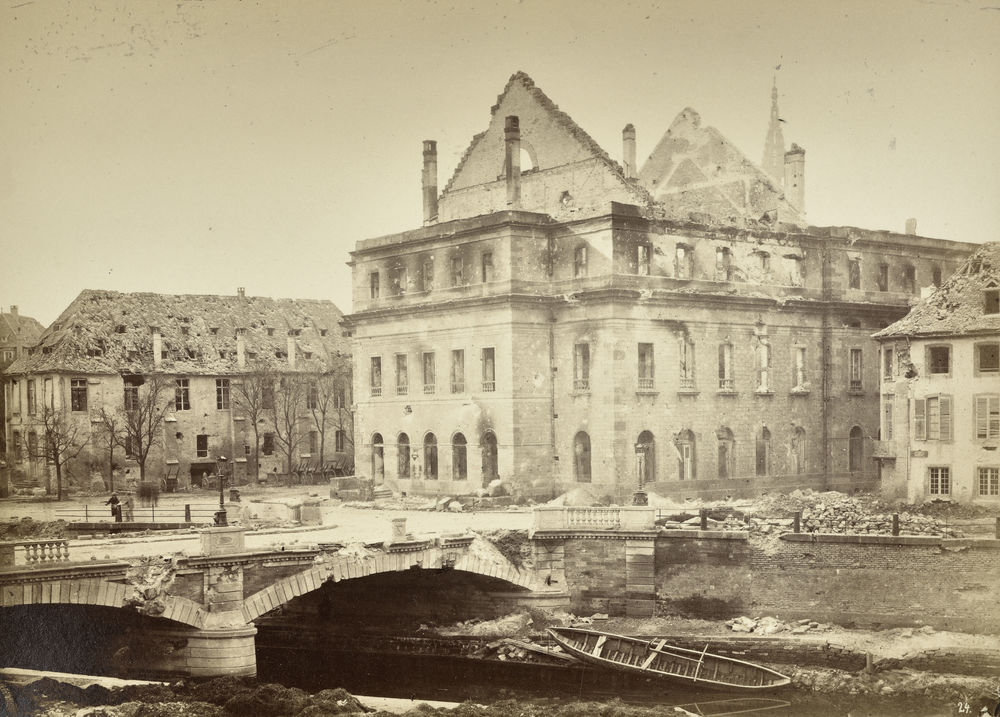
Das Opernhaus nach den deutschen Bombardements im deutsch-französischen Krieg 1870/71

1870 wurde das Gebäude bei der preußischen Belagerung der Stadt schwer beschädigt. Danach wurde es originalgetreu wieder aufgebaut. 1873 erfolgte die Wiedereröffnung zeitgleich mit den Stadttheatern Metz, Mülhausen und Kolmar im neuen deutschen Reichsland Elsaß-Lothringen. 1888 wurde ein halbrunder Anbau für Magazine und Bibliothek an der Hinterseite nach Plänen von Johann Karl Ott ergänzt. 1896 wurde der Zuschauerraum erneut umgebaut.
Seit 1919 gehörte Strasbourg wieder zu Frankreich, 1921 wurde das Gebäude zu einem monument historique erklärt. Von 1940 bis 1944 war die Stadt deutsch besetzt, danach wieder französisch.
Später wurden hier nur noch Opern- und Musikveranstaltungen durchgeführt und das Schauspiel in ein anderes Theater verlegt.
In den 1990er und 2010er Jahren gab es weitere Umbauten. Für die Jahre 2026 bis 2029 ist eine umfassende Generalsanierung geplant.

## Deutsches Stadttheater 1873–1918

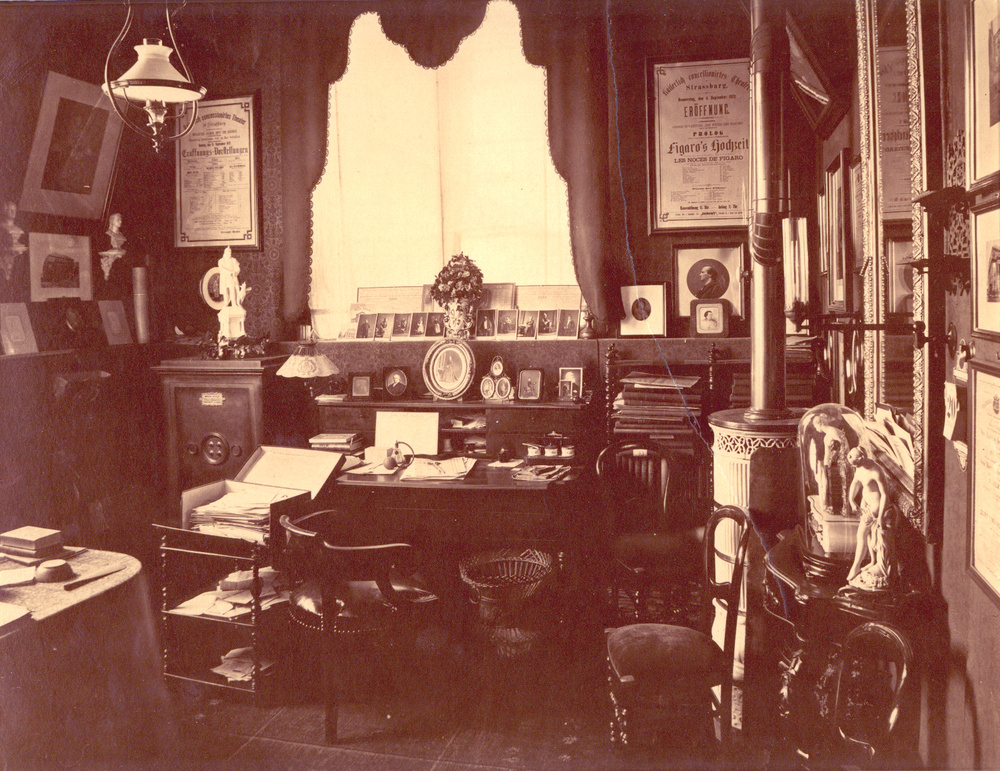
Büro des Theaterdirektors 1887

Seit 1873 wurde das ehemals französische Stadttheater unter deutscher Verwaltung weitergeführt.
Es wurden nun vor allem deutschsprachige Theatervorstellungen angeboten, die jedoch von der einheimischen Bevölkerung nur schlecht besucht wurden. Dagegen fanden Aufführungen in der elsässischen Mundart eine wesentlich bessere Resonanz. Dazu kamen Gastspiele von auswärtigen deutschen und französischen Theatern, von denen letztere immer ausverkauft waren. Zu den bekanntesten Gaststars gehörten Benoît Coquelin und Sarah Bernhardt.
Das deutsche Programm bestand um 1900 aus etwa 250 Vorstellungen pro Saison, von denen eine Hälfte Schauspiel und die andere Oper, Operette und Konzerte waren. In dieser Zeit wurden einmal sämtliche Opern von Wagner aufgeführt, dazu gab es Schiller- und Shakespeare-Zyklen.
1904 gab es neben dem Theaterdirektor drei Schauspiel- und einen Opernregisseur, drei Kapellmeister, eine Ballettmeisterin, 23 Theaterschauspieler, 19 Opernsänger, 56 Orchestermusiker, die bei Bedarf auf 75 verstärkt wurden und 50 Chorsänger.
Das Theater wurde seit etwa 1890 von der Stadt unterhalten und von der Provinzialverwaltung (Statthalter) finanziell unterstützt.
Der bekannte Dirigent Wilhelm Furtwängler begann seine Karriere als dritter Kapellmeister in Straßburg um 1907, Hans Pfitzner war Chefdirigent seit 1910, Otto Klemperer dessen Stellvertreter seit 1914.